# Ахасамба, Джозеф
Джозеф Мукуку Ахасамба (англ. Joseph Mukuku Akhasamba; род. 20 июня 1963, Найроби) — кенийский боксёр, представитель тяжёлой и полутяжёлой весовых категорий. Выступал за национальную сборную Кении по боксу во второй половине 1980-х — начале 1990-х годов, чемпион Игр Содружества, серебряный призёр Всеафриканских игр, участник двух летних Олимпийских игр. В 1994—2006 годах боксировал также на профессиональном уровне.

## Биография
Джозеф Ахасамба родился 1 декабря 1962 года в Найроби, Кения.

### Любительская карьера
Впервые заявил о себе в боксе на взрослом международном уровне в сезоне 1985 года, когда вошёл в состав кенийской национальной сборной и принял участие в матчевой встрече со сборной Швеции в Стренгнесе, где в рамках первой тяжёлой весовой категории проиграл шведскому боксёру Петеру Нюману — был дисквалифицирован в ходе первого раунда.
Благодаря череде удачных выступлений удостоился права защищать честь страны на летних Олимпийских играх 1988 года в Сеуле. В категории до 81 кг благополучно прошёл первых двоих соперников по турнирной сетке, тогда как в третьем четвертьфинальном бою единогласным решением судей потерпел поражение от югослава Дамира Шкаро.
После сеульской Олимпиады Ахасамба остался в составе боксёрской команды Кении на ещё один олимпийский цикл и продолжил принимать участие в крупнейших международных турнирах. Так, в 1990 году он стал серебряным призёром на Кубке короля в Бангкоке, уступив в решающем финальном поединке представителю Восточной Германии Свену Ланге, и одержал победу на Играх Содружества в Окленде, в частности в финале взял верх над канадцем Дейлом Брауном.
В 1991 году в первом тяжёлом весе выиграл серебряную медаль на Всеафриканских играх в Каире — в финале был остановлен нигерийцем Дэвидом Айзонрайти.
Находясь в числе лидеров кенийской национальной сборной, прошёл отбор на Олимпийские игры 1992 года в Барселоне. На сей раз уже в стартовом поединке категории до 91 кг потерпел досрочное поражение от канадца Кирка Джонсона и сразу же выбыл из борьбы за медали.

### Профессиональная карьера
По окончании барселонской Олимпиады Ахасамба покинул расположение кенийской сборной и в октябре 1994 года успешно дебютировал на профессиональном уровне. В течение четырёх лет одержал семь побед на домашних рингах, в том числе завоевал титулы чемпиона Кении и чемпиона Африканского боксёрского союза в тяжёлой весовой категории.
В дальнейшем выступал в качестве джорнимена в Европе, проигрывая большинство своих поединков. Выходил на ринг против таких известных боксёров как Вильхельм Фишер (26-4-1), Андреас Зидон (20-5), Алексей Варакин (25-14-3), Денис Бахтов (20-4).
Завершил спортивную карьеру в 2006 году. В общей сложности провёл на профи-ринге 26 боёв, из них 16 выиграл (в том числе 12 досрочно), 9 проиграл, тогда как в одном случае была зафиксирована ничья.